# Енріко Катуцці
Енріко Катуцці (італ. Enrico Catuzzi, 23 вересня 1946, Парма — 28 листопада 2006, Парма) — італійський футболіст, що грав на позиції півзахисника. По завершенні ігрової кар'єри — тренер.

## Ігрова кар'єра
У дорослому футболі дебютував 1965 року виступами за команду «Скафатезе», в якій провів один сезон, взявши участь у 10 матчах чемпіонату. 1966 року уклав контракт з «Наполі», на рівень головної команди якого так і не вийшов.
Згодом у 1969–1971 роках був гравцем «Перуджі», де провів лише декілька ігор, після чого провів по сезону у нижчолігових «Савоні» і «Фіоренцуолі», після чого 1973 року завершив ігрову кар'єру.

## Кар'єра тренера
Розпочав тренерську кар'єру невдовзі по завершенні кар'єри гравця, 1975 року як тренер молодіжної команди «Парми», згодом працював на аналогічній посаді в «Палермо».
1978 року перейшов до клубної сруктури «Барі», де став помічником головного тренера, а за рік спробував свої сили як головний тренер першої команди. 1979 року був переведений на посаду головного тренера команди дублерів, у сезоні 1980/81 привів її до перемоги у молодіжній першості Італії. Після цього успіху знову очолив головну команду «Барі», з якою працював протягом 1981–1983 років.
Згодом протягом 1983–1990 років тренував «Варезе», «Пескару», знову «Барі», «П'яченцу» та «Мантову», після чого тренував дублерів «Лаціо». 
Протягом 1990-х тренував низку італійських нижчолігових команд, а останнім місцем тренерської роботи Катуцці був болгарський ЦСКА (Софія), команду якого італієць тренував спочатку у 2000, а згодом у 2001 році.
Помер 28 листопада 2006 року на 61-му році життя у місті Парма.